# Sobralia chrysantha
Sobralia chrysantha är en orkidéart som beskrevs av John Lindley. Sobralia chrysantha ingår i släktet Sobralia och familjen orkidéer.
Artens utbredningsområde är Colombia. Inga underarter finns listade i Catalogue of Life.